# Porträt Walther Silberstein
Das Porträt Walther Silberstein ist ein Gemälde des deutschen Malers Lovis Corinth von 1923. Das Bild zeigt den befreundeten Herrenschneider und Nachbarn Walther Silberstein und entstand als eines der Spätwerke Corinths. Das Bild befand sich anfänglich als Geschenk Corinths an den Porträtierten in dessen Besitz. Dieser stellte es 1926 zu Corinths Gedächtnisausstellung im Jahr nach dessen Tod in der Nationalgalerie in Berlin zur Verfügung. Aufgrund einer Namensverwechslung war es in der Literatur als Porträt Max Silberstein bekannt und wurde unter diesem Namen auch in das Verzeichnis der Gemälde von Charlotte Berend-Corinth und dessen Überarbeitung aufgenommen. Das in Öl auf Leinwand ausgeführte Bild hat eine Höhe von 70 und eine Breite von 50 Zentimetern, es ist vor allem in Brauntönen mit groben Pinselstrichen ausgeführt.
Nach Silbersteins Tod im Jahr 1930 wurde das Bild an seine Witwe vererbt. Da die Familie aufgrund ihrer jüdischen Herkunft während der Zeit des Nationalsozialismus in Deutschland verfolgt wurde, ging es zu dieser Zeit verloren – ein Teil der Familie floh ins Ausland, die Witwe Ada Silberstein wurde von den Nationalsozialisten deportiert und getötet. Nach dem Zweiten Weltkrieg tauchte das Gemälde in der Sammlung des Kunstsammlers Conrad Doebbecke auf und gelangte später in den Kunsthandel. 2003 wurde es von dem in Großbritannien lebenden Enkel des Porträtierten für seine Mutter gekauft, nach seinem Tod gelangte es 2025 als Schenkung in das Jüdische Museum Berlin.

## Bildbeschreibung
Im Werkverzeichnis der Gemälde Corinths von dessen Frau Charlotte Berend-Corinth wird das Bild als Porträt mit dunklem Anzug und blaugestreiftem Hemd beschrieben. Das Porträt des älteren Mannes ist vor allem in Brauntönen gehalten und wie die meisten Bilder der späten Schaffensphase Corinths in groben Pinselstrichen ausgeführt. Es handelt sich um ein Brustporträt Silbersteins aus einer seitlich leicht schrägen Perspektive, der Kopf ist dem Betrachter zugewandt und blickt ihn direkt an. Der Porträtierte trägt eine Brille mit runden Gläsern und einen Schnur- und Kinnbart, die Stirn ist durch eine ausgeprägte Halbglatze geprägt. Die braune Jacke ist geöffnet, darunter ist ein helles Hemd mit weißem Kragen und vertikalen blauen Streifen sichtbar. Zudem trägt er eine schwarze Krawatte mit diagonal verlaufenden dünnen weißen Streifen. Am unteren Bildrand befindet sich die rechte Hand, in der sich ein Hut befindet, dessen Krempe am Bildrand gerade noch erkennbar ist.
Der Hintergrund ist braunweiß gehalten, Details sind nicht erkennbar. Direkt hinter dem Porträtierten befindet sich ein sehr dunkler Bereich, der von einem hellen Streifen links daneben abgesetzt ist. Das Bild wurde im rechten oberen Bildfeld zweizeilig signiert mit Lovis Corinth 1923 sowie mit der Widmung Herrn Silberstein zur Erinnerung Oktober 1923 versehen. Die Widmung wurde nachträglich wahrscheinlich durch den späteren Besitzer Conrad Doebbecke entfernt, um eine Rückverfolgung potenzieller Erben zu verhindern.

## Hintergrund und Entstehung
Das Porträt wurde von Corinth im Jahr 1923, zwei Jahre vor seinem Tod, gemalt. Charlotte Berend-Corinth ordnete es in ihrem 1958 erschienenen Werkverzeichnis der Gemälde ihres Mannes mit der Katalognummer 914 (BC 914) von zu dem Zeitpunkt insgesamt 983 verzeichneten Gemälden ein. In einem Brief an sie, hier benannt mit ihrem Spitznamen „Petermannchen“, dokumentierte Lovis Corinth seine Bekanntschaft mit seinem Nachbarn Silberstein und damit auch die Hintergründe für das Bild. Er schrieb ihr:

„Liebes Petermannchen,
Heute, als ich arbeitete, kam plötzlich ein Mann […] er entpuppte sich als Vertrauensmann vom Finanzamt. Er ging stark ins Zeug, sagte, er hätte selbst Bilder von mir, weiß meine Preise, kennt die Kunsthändler, und er will mich vor Ungelegenheiten beschützen. Sonntag kommt er, wo ich ein Protokoll unterschreiben soll. Mit der Zeit freundeten wir uns an. Er sah mein Atelier, war begeistert. Ich wollte ein Porträt von ihm malen. Begeistert ist er davon; da er Schneider ist will er mir einen feinen Anzug machen.
Ein Klatsch ist über mich verbreitet, da er auch in der Klopstockstraße wohnt, so weiß er alles. Ich hätte Orgien gefeiert, daß der Sekt über den Boden geströmt ist […]“

Bei dem Nachbarn handelte es sich um den Herrenschneider Walther Silberstein, geboren 1871 und damit zur Entstehung des Bildes knapp über 50 Jahre alt, der das sehr gut laufende Herrenbekleidungsgeschäft The Gentleman an der Ecke Friedrichstraße / Unter den Linden im Zentrum von Berlin betrieb. Er wohnte in der Klopstockstraße 56 und damit in der unmittelbaren Nachbarschaft von Corinth und war aktives Mitglied der jüdischen Gemeinde in Berlin, des B’nai B’rith und der Chewra Kadischa. Er war zudem Kunstsammler und besaß neben solchen von Corinth unter anderem Bilder von Jakob Steinhardt, Hermann Struck, Adolph von Menzel, Max Liebermann und Lesser Ury.
Thomas Corinth, der Sohn von Lovis Corinth, ordnete den Brief in seiner Aufarbeitung zu seinem Vater als zum Bild gehörig ein, nutzte jedoch wie seine Mutter den falschen Vornamen „Max“. Dieser Name tauchte erstmalig im Ausstellungskatalog zur Retrospektive des Werks von Lovis Corinth im Jahr 1926, ein Jahr nach Corinths Tod, in der Berliner Nationalgalerie auf. Wahrscheinlich handelte es sich um eine Namensverwechslung durch Charlotte Berend-Corinth mit dem Bankier Max Silberstein oder dem Sammler Max Silberberg, die beide mit Corinth befreundet waren.
Das Bild entstand im Jahr 1923, zwei Jahre vor Lovis Corinths Tod, in dessen Atelier. Es ist eines von zahlreichen Porträts aus dieser Schaffensphase. Mehrere der Porträtierten dieser Zeit waren Kollegen und gute Freunde Corinths.

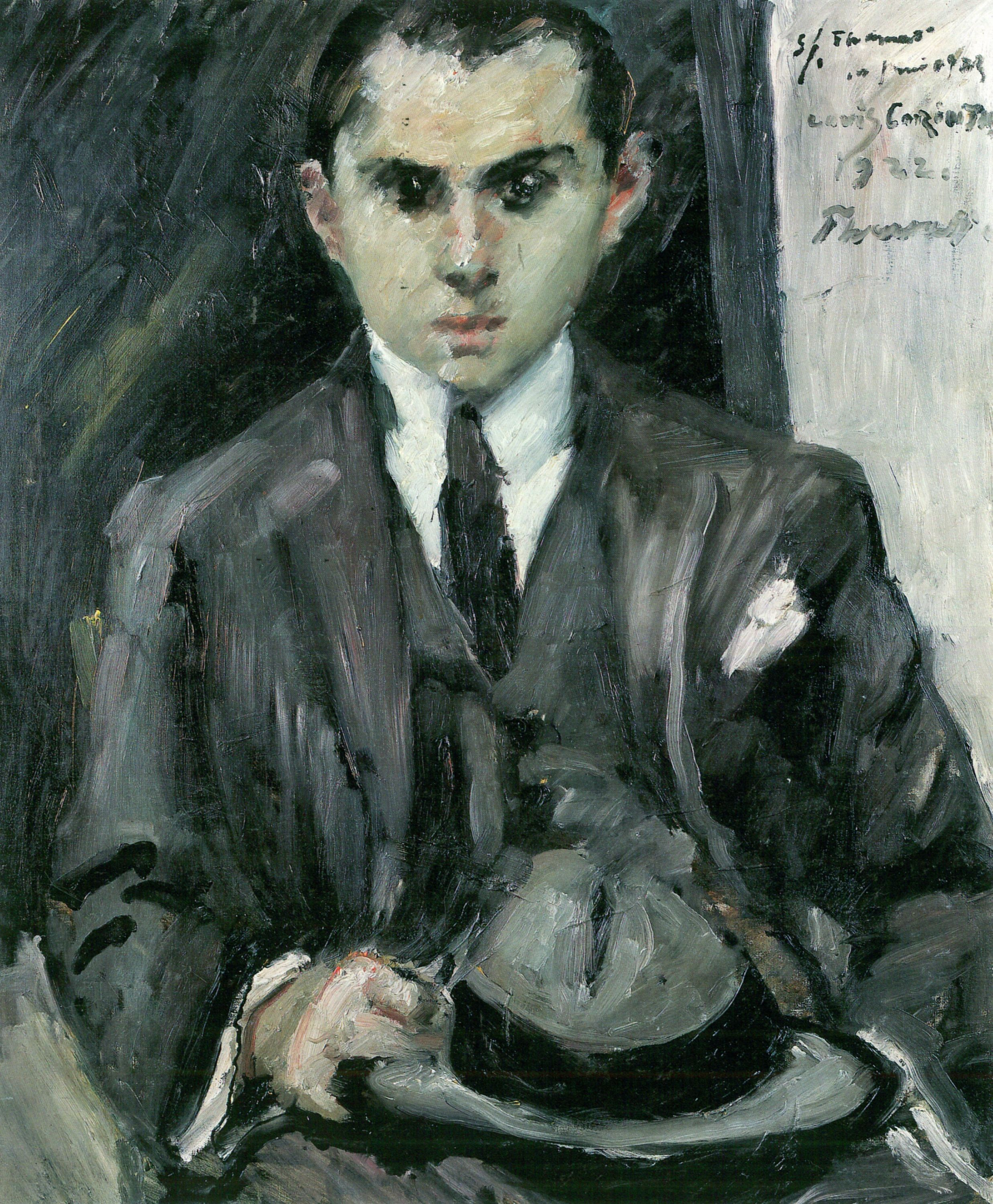
Thomas mit Hut in der Hand, 1922 (BC 864)
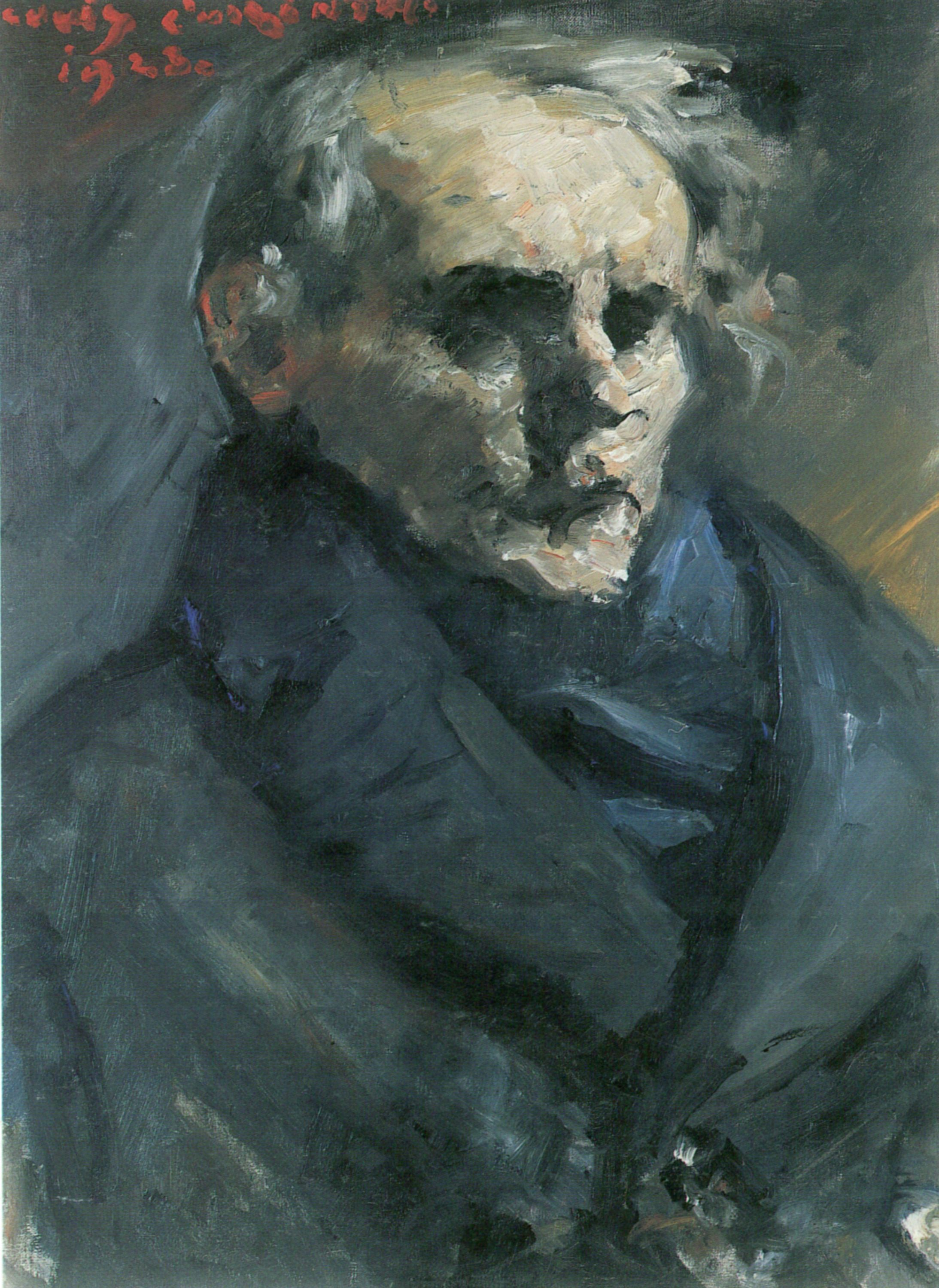
Porträt des Malers Bernt Grönvold, 1923 (BC 893d)
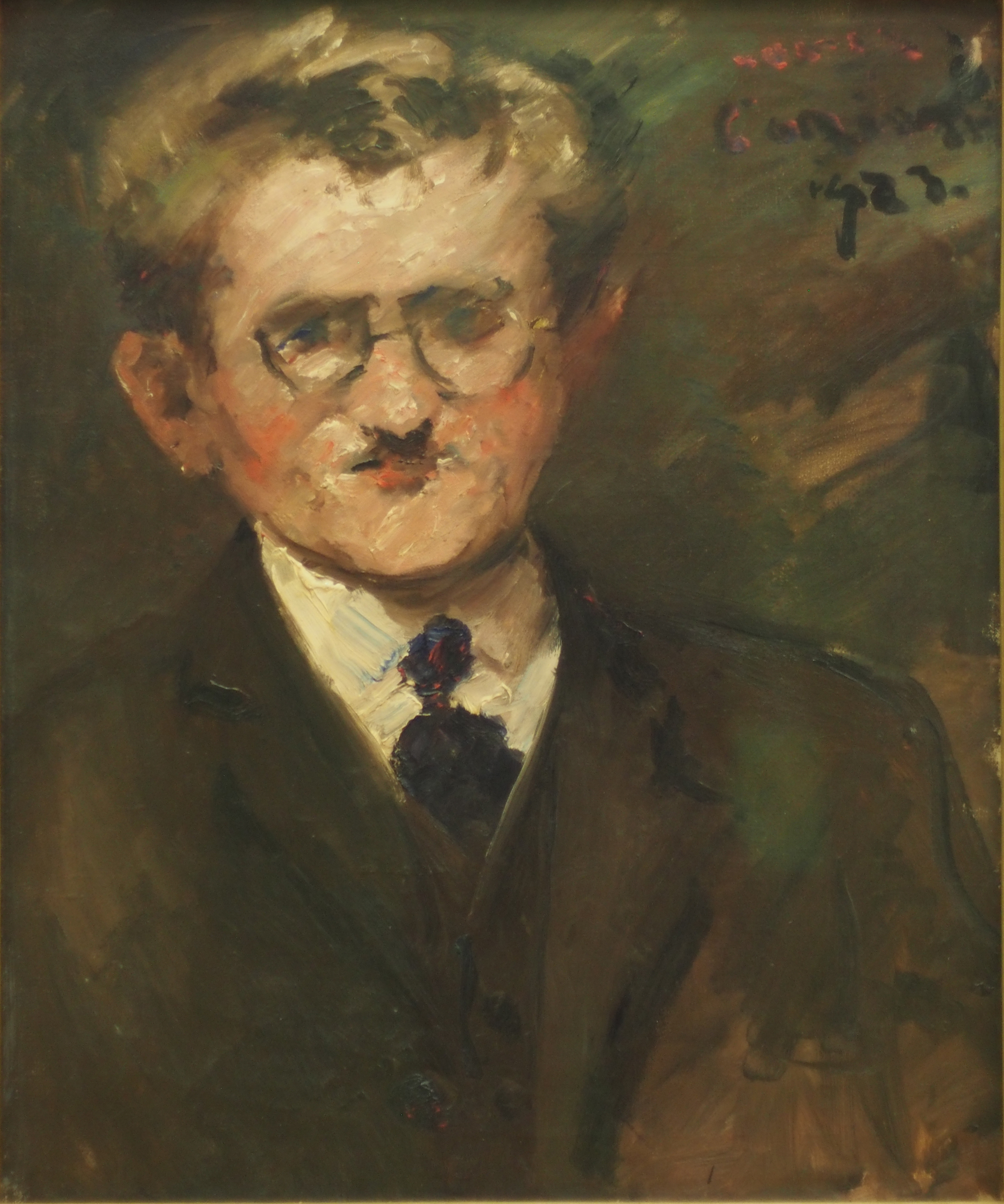
Porträt des Malers Hans Ohmert, 1924 (BC 911)
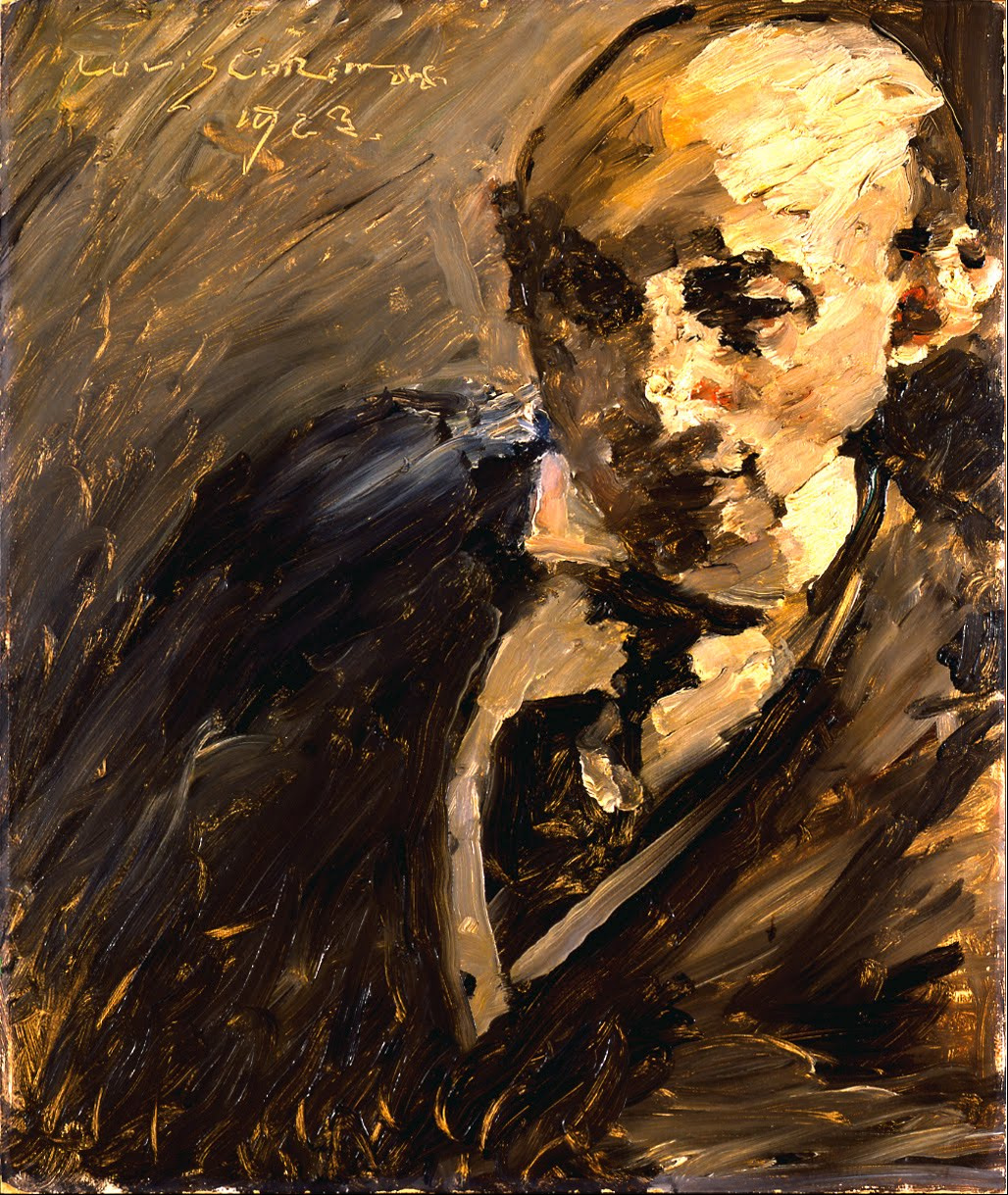
Porträt Dr. Alfred Kuhn, 1923 (BC 915)
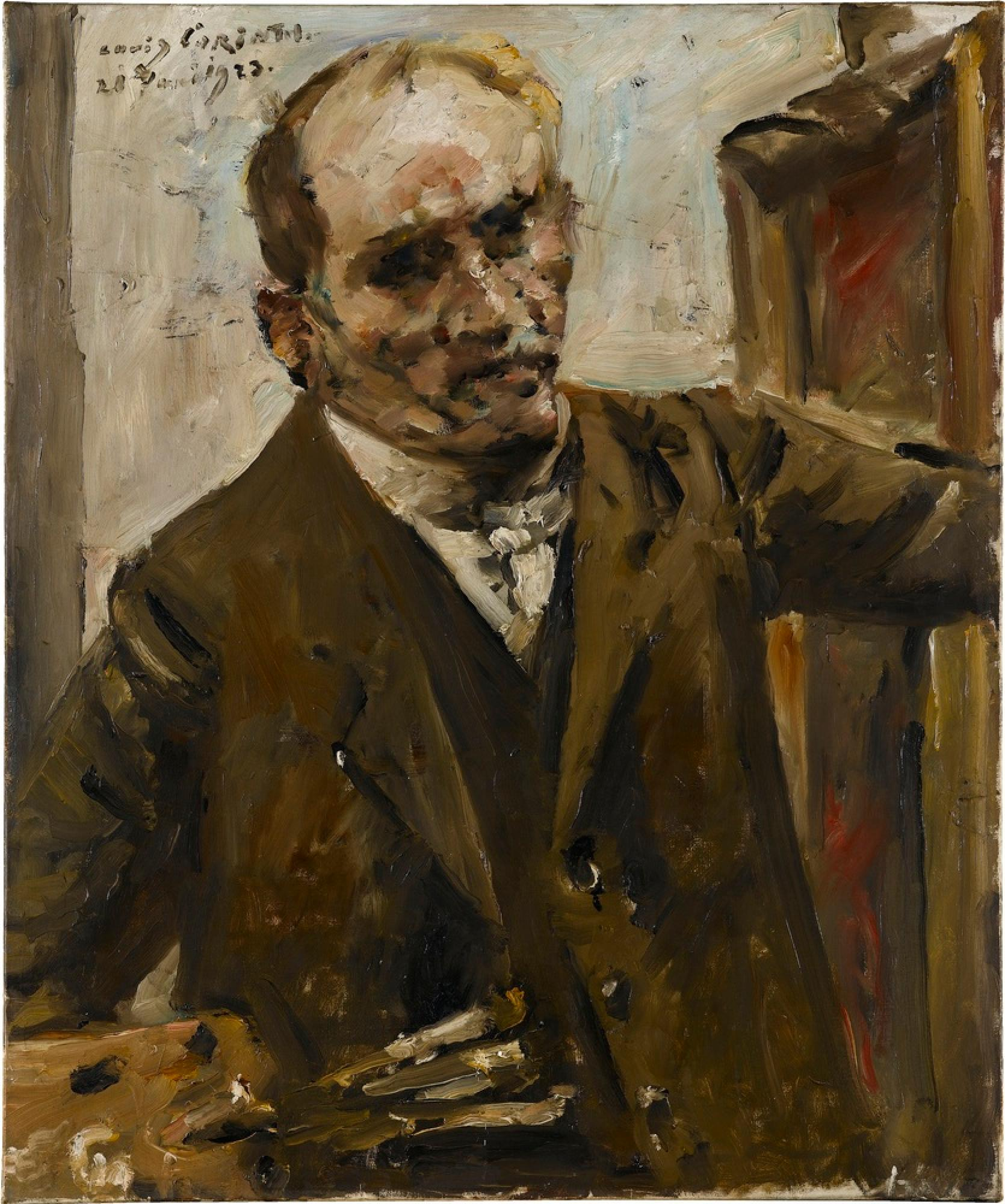
Selbstporträt mit Palette, 1923 (BC 916)

## Provenienz des Bildes
Das Bild übergab Corinth direkt an Walther Silberstein und dokumentierte dies über die Widmung auf dem Bild, dieser revanchierte sich mit einem maßgeschneiderten Anzug. Es befand sich bis zu seinem Tod im Jahr 1930 in dessen Besitz und er vererbte es an seine Witwe Adelheid, genannt Ada, in Berlin. Diese führte das Geschäft ihres Mannes weiter bis 1934, danach firmierte es als „Stein im Hofe GmbH“ unter neuen Besitzern. Mit der Machtübernahme der Nationalsozialisten geriet auch die jüdische Familie Silberstein in die finanzielle Krise. Wahrscheinlich mit ihren Töchtern Lili und Vera lebte Ada Silberstein bis etwa 1931 in ihrer Wohnung im Hansaviertel und zog danach mehrfach um. 1942 wurden erst sie und kurz darauf ihre Tochter Vera mit deren Ehemann Heinz Wolff nach Riga deportiert und dort getötet; ob sich das Bild bei den letzten Habseligkeiten der Witwe befand, kann aufgrund fehlender Akten nicht mehr nachvollzogen werden.
Der Sohn Werner konnte bereits zu Beginn der 1930er nach Palästina fliehen und ließ sich in Jerusalem nieder, die Tochter Margot Hepner floh mit ihrem Ehemann Gedalja 1939 nach England und nahm statt des Corinth-Gemäldes ein von Friedrich Feigl gemaltes Porträt ihres Vaters mit. Auch die Tochter Lily Toni konnte vor Kriegsbeginn fliehen und emigrierte nach Belgien, wurde jedoch 1940 nach Einmarsch der Wehrmacht in Brüssel gemeinsam mit ihrem Ehemann Fritz Heimann verhaftet; sie wurde im SS-Sammellager Mecheln (Malines) interniert und von dort am 15. Januar 1944 in das Vernichtungslager Auschwitz deportiert und ermordet.

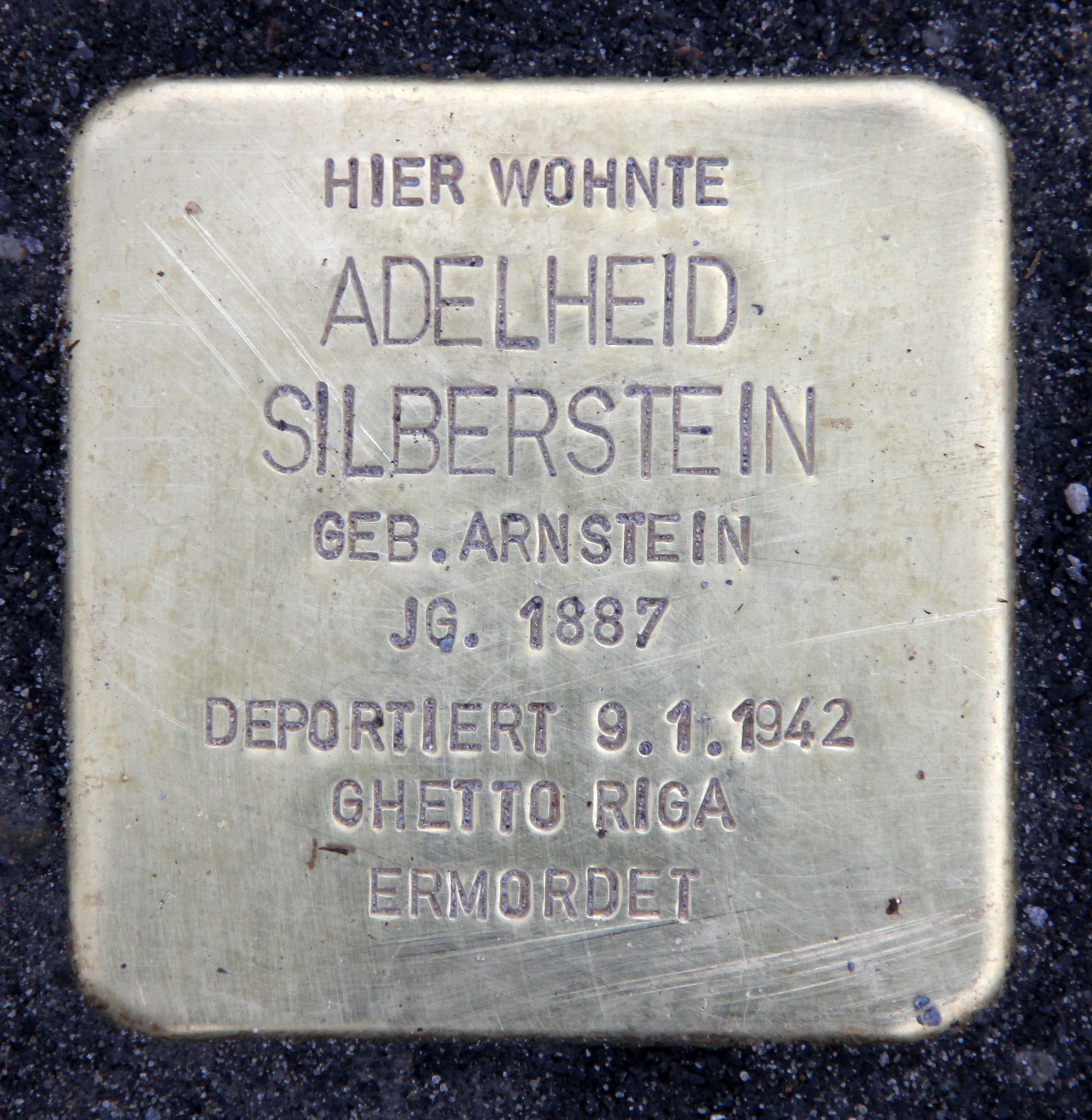
Stolperstein für Adelheid (Ada) Silberstein (Klopstockstr. 5, Berlin)
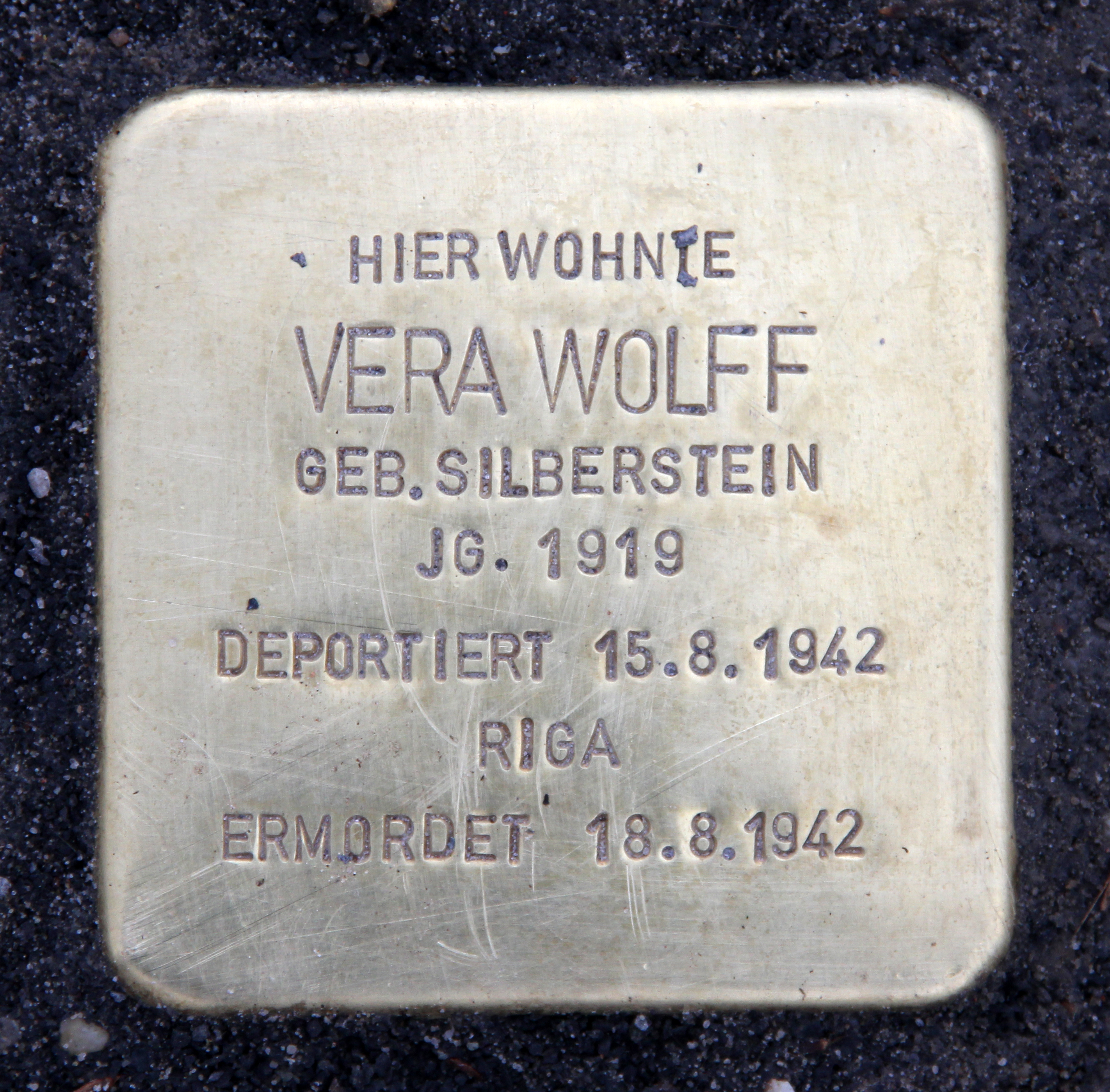
Stolperstein für Vera Wolff, geb. Silberstein (Klopstockstr. 5, Berlin)

Nach Margot Hepners Erinnerung befand sich das Corinth-Gemälde zusammen mit weiteren Bildern noch in der Wohnung, als Margot Hepner Berlin verließ. Noch vor Kriegsende gelangte es unter ungeklärten Umständen zu dem Berliner Sammler Conrad Doebbecke und blieb bei diesem. Er verkaufte einen Teil seiner Sammlung an das Niedersächsische Landesmuseum Hannover und lagerte weitere Teile der Sammlung dort und im Hessischen Landesmuseum in Darmstadt ein. In einem Brief an den Leiter der Gemäldegalerie, den Kunsthistoriker Ferdinand Stuttmann, schrieb er: „Die Darmstadt-Sache ging mir durch den Kopf – und ich möchte noch nicht: dass meine noch übrig gebliebenen Sachen ausgestellt werden, besonders nicht solche Gemälde von Corinth und Liebermann – und gar nicht dieses Juden-Porträt aus Darmstadt. Dieser Jude hieß ‚Silberstein‘ – aber wie der Verkäufer hieß, weiß ich nicht […]. Ich hatte keinen Mut zu diesem Judenbild – und heute besteht dann wieder die Gefahr: dass irgendein Herr Silberstein es wieder haben will. […] ich möchte nicht: dass diese Restsammlung, die Hannover nicht erworben hat, jetzt noch mitausgestellt wird. Weil ja immer noch die ‚Rückerstattungs’-Gefahr besteht. Ich glaube, diese Gefahr hört in einem Jahr auf. Aber bis dahin wollen wir die Sachen lieber in den Kisten lassen.“
1954 erwarb der Sammler Felix Peltzer das Bild über die Galerie von Hella Nebelung, wahrscheinlich aus dem Nachlass des 1954 verstorbenen Doebbeckes. Peltzer selbst versuchte, mehr über das Bild in Erfahrung zu bekommen und verlieh es an verschiedene Ausstellungen. Ab 1998 gelangte es zu dem Händler Michael Haas und wurde durch ihn erneut auf dem Kunstmarkt angeboten. Er engagierte die Provenienzforscherin Laurie Stein mit Nachforschungen zu dem Bild, im Jahr 2000 wurde es auch dem Jüdischen Museum Berlin angeboten. 2001 stellte Laurie Stein ihre Ergebnisse zur Forschung und darunter auch die Korrektur des Namens bei einem Kolloquium in Köln vor. Die Sammlungsleiterin des Museums, Inka Bertz, traf durch einen Zufall einige Monate nach der Vorstellung in London auf Leo Hepner, den Sohn von Margot Hepner und Enkel des porträtierten Walther Silberstein, und vermittelte den Kontakt zu dem Kunsthändler. Aufgrund der schwierigen Nachweislage und des Fehlens entsprechender Dokumente konnte er einen verfolgungsbedingten Verlust des Bildes in der NS-Zeit nicht belegen. Er kaufte das Bild 2003 zu dem Preis, den auch Haas gezahlt hatte, und ließ die Widmung restaurieren, danach präsentierte er das Bild seiner Mutter zu ihrem 99. Geburtstag. Margot Hepner starb im August 2004, ihr Sohn Leo am 25. November 2015. Im Jahr 2025 stiftete Regina Hepner-Neupert, Witwe von Leo Hepner und Erbin des Bildes, dieses an das Jüdische Museum Berlin.

## Ausstellungen
Entsprechend dem Werkverzeichnis war das Bild Bestandteil der Gedächtnisausstellung nach dem Tod von Lovis Corinth in der Nationalgalerie Berlin im Jahr 1926. Entsprechend den Ausstellungsakten ging das Bild danach wieder an den Besitzer zurück. Danach tauchte es erst wieder in Ausstellungen auf, nachdem es von Felix Peltzer erworben wurde. Dabei wurde es zuerst 1956 und nochmals 1958 anlässlich Corinths 100-jährigen Geburtstagsjubiläums in der Stadthalle Wolfsburg gezeigt, danach im gleichen Jahr auch bei den Jubiläums-Ausstellungen im gleichen Jahr in der Kunsthalle Basel, beim Kunstverein Hannover und in der Städtischen Galerie in München. Weitere Ausstellungen mit Beteiligung des Bildes fanden beim Badischen Kunstverein in Karlsruhe 1967 und in der Kunsthalle Köln 1976 statt.
Im Jahr 2008 wurde das Bild als Teil einer Ausstellung unter dem Titel „Raub und Restitution“ im Jüdischen Museum Berlin unter der Leitung von Michael Blumenthal gezeigt.

## Belege
1. 1 2 3 4 5  
Charlotte Berend-Corinth: Lovis Corinth: Die Gemälde. Neu bearbeitet von Béatrice Hernad. Bruckmann Verlag, München 1992, ISBN 3-7654-2566-4, S. 191, BC 914.
2. 1 2 3 4 5 6 7 8 9 10  
Inka Bertz: Lovis Corinth: »Bildnis Walther Silberstein« »[…] dieses ›Juden‹-Portrait aus Darmstadt«. In: Inka Bertz, Michael Dorrmann (Hrsg.): Raub und Restitution. Kulturgut aus jüdischem Besitz von 1933 bis heute. Wallstein Verlag, im Auftrag des Jüdischen Museums Berlin, 2008, ISBN 978-3-8353-0361-4, S. 266–272.
3. 1 2  
Thomas Corinth: Lovis Corinth. Eine Dokumentation. Verlag Ernst Wasmuth, Tübingen 1979, ISBN 3-8030-3025-0, Brief auf S. 307.
4. 1 2 3  
Adelheid Silberstein geb. Arnstein. Auf stolpersteine-berlin.de, abgerufen am 23. April 2025.
5. 1 2 3  
Karolina Fell, Leo Hepner, Regina Neupert: ‚Herrn Silberstein zur Erinnerung – Lovis Corinth Oktober 1923.‘ Eine Spurensuche. In: Claudia Christophersen, Ursula Hudson-Wiedenmann (Hrsg.): Romantik und Exil. Festschrift für Konrad Feilchenfeldt. Verlag Königshausen und Neumann, Würzburg 2004, ISBN 3-8260-2673-X, S. 370–384, hier S. 379.
6. ↑  
Vera Wolff geb. Silberstein. Auf stolpersteine-berlin.de, abgerufen am 23. April 2025.
7. ↑  
Karolina Fell, Leo Hepner, Regina Neupert: ‚Herrn Silberstein zur Erinnerung – Lovis Corinth Oktober 1923.‘ Eine Spurensuche. In: Claudia Christophersen, Ursula Hudson-Wiedenmann (Hrsg.): Romantik und Exil. Festschrift für Konrad Feilchenfeldt. Verlag Königshausen und Neumann, Würzburg 2004, ISBN 3-8260-2673-X, S. 370–384, hier S. 376.
8. 1 2 3 4  
Presseinformation zur »Sonderausstellung Raub und Restitution. Kulturgut aus jüdischem Besitz von 1933 bis heute«. (PDF; 0,1 MB), Jüdisches Museum Berlin, August 2008; abgerufen am 6. Februar 2025.
9. 1 2  
Bernhard Schulz: Jüdisches Museum: Der Beuteberg. In: Tagesspiegel. 19. September 2008 (tagesspiegel.de); abgerufen am 6. Februar 2025.
10. ↑  
Ingrid Wettberg: »Einer von uns«. Zum Tod von Leo Hepner. In: Jüdische Allgemeine. 8. Dezember 2015 (juedische-allgemeine.de); abgerufen am 8. Februar 2025.
11. ↑  
Ingrid Wettberg: Symposium Raub und keine Restitution: das Porträt Walther Silberstein von Lovis Corinth (1923). Pressemitteilung des Jüdischen Museums Berlin, 9. April 2025; abgerufen am 19. April 2025.